# 27087 Tillmannmohr
27087 Tillmannmohr este un asteroid din centura principală de asteroizi.

## Descriere
27087 Tillmannmohr este un asteroid din centura principală de asteroizi. A fost descoperit pe 24 octombrie 1998 la Observatorul Kleť de Jana Tichá și Miloš Tichý. Asteroidul prezintă o orbită caracterizată de o semiaxă mare de 2,38 ua, o excentricitate de 0,07 și o înclinație de 6,1° în raport cu ecliptica.